# 阿根廷挪威航空
阿根廷挪威航空（英語：Norwegian Air Argentina）是一家挪威穿梭航空位于阿根廷的子公司。该公司计划用波音737-800飞机来运营从布宜诺斯艾利斯、科尔多瓦和门多萨（可能）。所有飞机将在阿根廷注册。